# Großer Preis von Großbritannien 2008
Der Große Preis von Großbritannien 2008 (offiziell 2008 Formula 1 Santander British Grand Prix) fand am 6. Juli auf dem Silverstone Circuit in Silverstone statt und war das neunte Rennen der Formel-1-Weltmeisterschaft 2008.

## Berichte

### Hintergrund
Nach dem Großen Preis von Frankreich führte Felipe Massa in der Fahrerwertung mit zwei Punkten vor Robert Kubica und mit fünf Punkten vor Kimi Räikkönen. In der Konstrukteurswertung führte Ferrari mit 17 Punkten vor BMW Sauber und mit 33 Punkten vor McLaren-Mercedes.
Mit David Coulthard (zweimal), Räikkönen, Fernando Alonso und Rubens Barrichello (jeweils einmal) traten vier ehemalige Sieger zu diesem Grand Prix an.

### Training

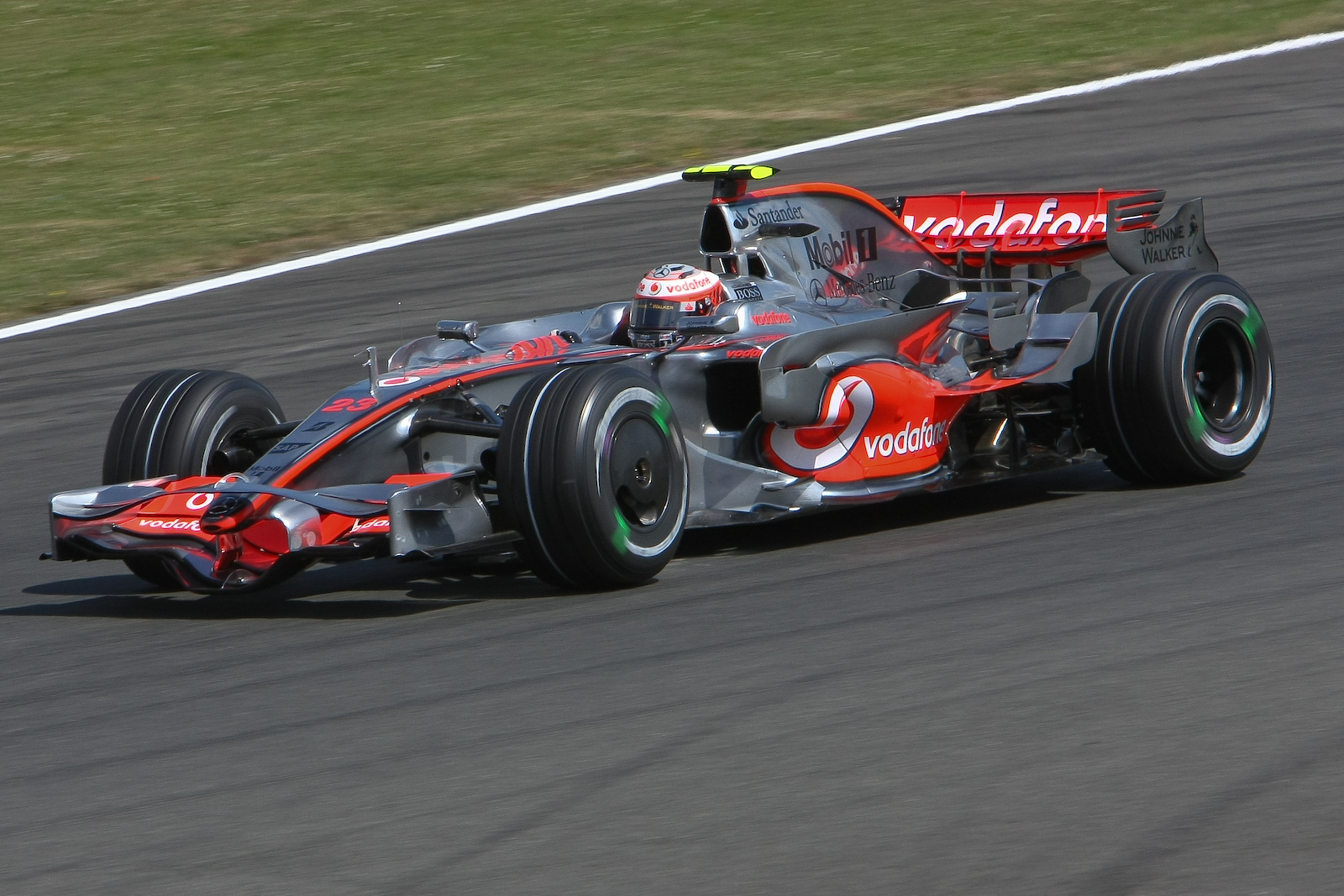
Heikki Kovalainen im Freitagstraining

Im ersten freien Training fuhr Massa die schnellste Zeit vor den beiden McLaren-Piloten. Die Strecke war trocken, dennoch kam es zu einem Unfall von Massa, der durch eine Ölspur abflog.
Im zweiten freien Training war Heikki Kovalainen Schnellster vor Mark Webber und Hamilton. Während die Toyota wegen technischen Problemen ausfielen, prallte Kazuki Nakajima in eine Mauer.
Im dritten und letzten Training erreichte Alonso die Bestzeit vor Webber und Kovalainen. Zunächst kam es zu Regen, die Strecke trocknete allerdings nach kurzer Zeit wieder ab. Es kam zu keinen nennenswerten Zwischenfällen.

### Qualifying
Das Qualifying bestand aus drei Teilen mit einer Nettolaufzeit von 45 Minuten. Im ersten Qualifying-Segment (Q1) hatten die Fahrer 18 Minuten Zeit, um sich für das Rennen zu qualifizieren. Die besten 15 Fahrer erreichten den nächsten Teil. Kovalainen war Schnellster. Die beiden Force-India-Piloten sowie Nico Rosberg und beide Honda-Piloten schieden aus.
Der zweite Abschnitt (Q2) dauerte 15 Minuten. Die schnellsten zehn Piloten qualifizierten sich für den dritten Teil des Qualifyings. Hamilton war Schnellster. Beide Toyota, Coulthard, Sébastien Bourdais und Nakajima schieden aus.
Der letzte Abschnitt (Q3) ging über eine Zeit von zwölf Minuten, in denen die ersten zehn Startpositionen vergeben wurden. Kovalainen fuhr mit einer Rundenzeit von 1:21,049 Minuten erneut die Bestzeit vor Webber und Räikkönen und sicherte sich so seine erste und einzige Karriere-Pole.

### Rennen
Am Morgen gab es anhaltenden Regen und hinterließ stehendes Wasser auf der Strecke, das jedoch zu Beginn des Rennens nachgelassen hatte. Alle Fahrer entschieden sich dafür, mit den Intermediatereifen zu starten. Rosberg startete nach mehreren Setup-Änderungen aus der Boxengasse.
Die drei vorderen Fahrer (Kovalainen, Webber und Räikkönen) kämpften vom Start weg alle um den Halt, so dass Hamilton in der ersten Kurve die Nase vorn hatte. Kovalainen, der die bessere Linie hatte, übernahm jedoch die Führung zurück, nachdem er die Reifen mit Hamilton berührt hatte, der sich hinter seinen Teamkollegen einreihte. Mehrere Fahrer hatten in der ersten Runde mit dem stehenden Wasser zu kämpfen: Webber drehte sich auf der Hangar-Geraden und fiel vom vierten auf den letzten Platz zurück; Massa drehte sich auf dem Weg nach Bridge, wo ihn alle außer Webber überholten und Coulthard und Sebastian Vettel landeten nach einer Kollision im Kiesbett, wodurch beide aufgeben mussten und das Safety-Car herauskam, das eine Runde lang im Einsatz war und in der zweiten Runde in die Boxengasse fuhr.
Alonso zeigte zu Beginn ein gutes Tempo, überholte Nelson Piquet jr. und Nick Heidfeld in den Runden zwei und drei und fuhr in den Runden vier und fünf die schnellste Zeit aller Fahrer. Massa drehte sich in seiner dritten Runde zum zweiten Mal und fiel ans Ende des Feldes zurück. Hamilton folgte Kovalainen mehrere Runden lang dicht und überholte ihn in der fünften Runde. Hamilton baute seinen Vorsprung vor Kovalainen schnell aus, und in der zehnten Runde gab es bereits einen Rückstand von sechs Sekunden, als Kovalainen sich drehte und von Räikkönen überholt wurde. Als die Strecke jedoch abtrocknete, zeigte Räikkönen das bessere Tempo – insbesondere in den letzten beiden Sektoren – und der Abstand betrug weniger als eine Sekunde, als beide in Runde 21 an die Box kamen.

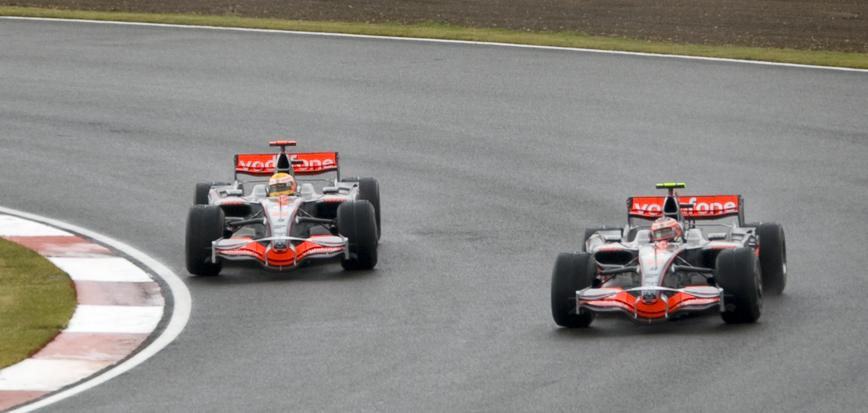
Heikki Kovalainen und Lewis Hamilton

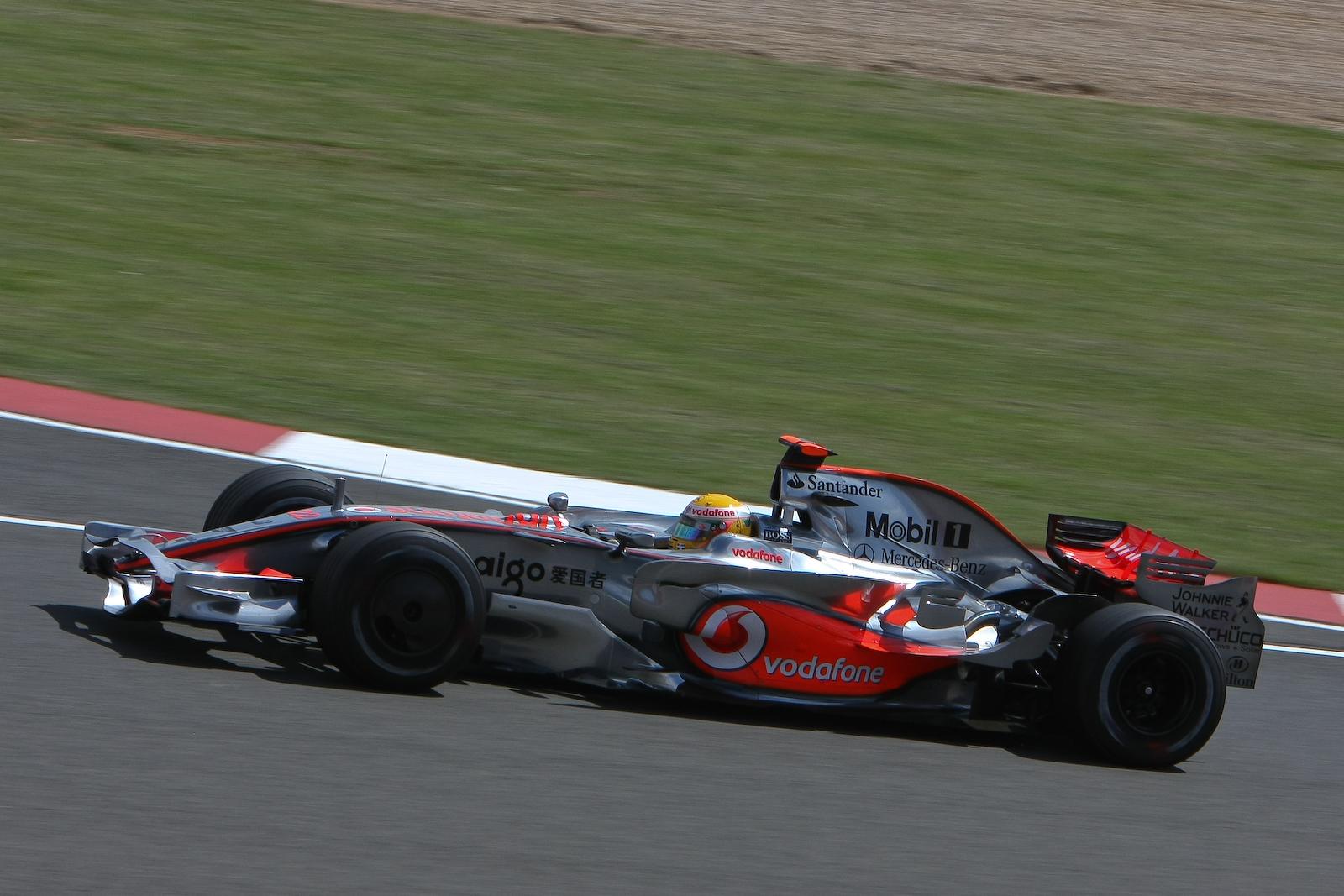
Lokalmatador Lewis Hamilton gewann das Rennen mit über einer Minute Vorsprung

McLaren spendierte Hamilton einen neuen Satz Intermediate-Reifen. Im Gegensatz dazu setzte Ferrari darauf, dass die Strecke weiterhin trocknen würde, und tankte Räikkönen ohne Reifenwechsel auf. Obwohl sein Boxenstopp eine halbe Sekunde länger war, kam Hamilton direkt vor Räikkönen raus (Heidfeld übernahm kurzzeitig die Führung, bis er in der folgenden Runde seinen Boxenstopp einlegte). McLaren wurde in seiner Entscheidung fast sofort bestätigt: Der Regen kehrte zurück und Räikkönen konnte keinen Halt finden und fiel bis zu acht Sekunden pro Runde auf Hamilton zurück. In Runde 27 hatten Kovalainen und Heidfeld den kämpfenden Räikkönen eingeholt. Als Kovalainen Räikkönen überholte, überholte Heidfeld beide und belegte den zweiten Platz. In derselben Runde drehte sich Giancarlo Fisichella und schied aus, sein Force India-Teamkollege Adrian Sutil war nach einem Dreher in Runde elf bereits ausgeschieden. Nachdem er von Kubica und Piquet jr. überholt worden war, kam Räikkönen in Runde 30 schließlich an die Box, um neue Reifen zu holen, und fiel auf den elften Platz zurück.
Insgesamt drehten sich viele Fahrer bei immer wieder einsetzendem Regen auf und von der Strecke, lediglich Sieger Hamilton sowie der zweitplatzierte Heidfeld blieben fehlerlos. Überraschungsdritter wurde Altmeister Barrichello, der zum richtigen Zeitpunkt auf vollwertige Regenreifen gewechselt war und damit zeitweise bis zu fünf Sekunden auf den Rest des Feldes gut gemacht hatte. Die restlichen Punkteplatzierungen belegten Räikkönen, Kovalainen, Alonso, Jarno Trulli und Nakajima. Für Hamilton war es der siebte Sieg in der Formel-1-Weltmeisterschaft. Die schnellste Rennrunde fuhr einmal mehr der amtierende Weltmeister Räikkönen in 1:32,150 Minuten.
In der Fahrerwertung übernahm Hamilton die Führung vor den punktgleichen Massa und Raikkönen. In der Konstrukteurswertung blieben die ersten drei Positionen unverändert.

## Meldeliste
| Team                      | Nr. | Fahrer               | Chassis           | Motor                | Reifen |
| ------------------------- | --- | -------------------- | ----------------- | -------------------- | ------ |
| Scuderia Ferrari Marlboro | 01  | Kimi Räikkönen       | Ferrari F2008     | Ferrari 2.4 V8       | B      |
| Scuderia Ferrari Marlboro | 02  | Felipe Massa         | Ferrari F2008     | Ferrari 2.4 V8       | B      |
| BMW Sauber F1 Team        | 03  | Nick Heidfeld        | BMW Sauber F1.08  | BMW 2.4 V8           | B      |
| BMW Sauber F1 Team        | 04  | Robert Kubica        | BMW Sauber F1.08  | BMW 2.4 V8           | B      |
| ING Renault F1 Team       | 05  | Fernando Alonso      | Renault R28       | Renault 2.4 V8       | B      |
| ING Renault F1 Team       | 06  | Nelson Piquet jr.    | Renault R28       | Renault 2.4 V8       | B      |
| AT&T Williams             | 07  | Nico Rosberg         | Williams FW30     | Toyota 2.4 V8        | B      |
| AT&T Williams             | 08  | Kazuki Nakajima      | Williams FW30     | Toyota 2.4 V8        | B      |
| Red Bull Racing           | 09  | ! David Coulthard    | Red Bull RB4      | Renault 2.4 V8       | B      |
| Red Bull Racing           | 10  | Mark Webber          | Red Bull RB4      | Renault 2.4 V8       | B      |
| Panasonic Toyota Racing   | 11  | Jarno Trulli         | Toyota TF108      | Toyota 2.4 V8        | B      |
| Panasonic Toyota Racing   | 12  | Timo Glock           | Toyota TF108      | Toyota 2.4 V8        | B      |
| Scuderia Toro Rosso       | 14  | Sébastien Bourdais   | Toro Rosso STR3   | Ferrari 2.4 V8       | B      |
| Scuderia Toro Rosso       | 15  | Sebastian Vettel     | Toro Rosso STR3   | Ferrari 2.4 V8       | B      |
| Honda Racing F1 Team      | 16  | Jenson Button        | Honda RA108       | Honda 2.4 V8         | B      |
| Honda Racing F1 Team      | 17  | Rubens Barrichello   | Honda RA108       | Honda 2.4 V8         | B      |
| Force India F1 Team       | 20  | Adrian Sutil         | Force India VJM01 | Ferrari 2.4 V8       | B      |
| Force India F1 Team       | 21  | Giancarlo Fisichella | Force India VJM01 | Ferrari 2.4 V8       | B      |
| Vodafone McLaren Mercedes | 22  | Lewis Hamilton       | McLaren MP4-23    | Mercedes-Benz 2.4 V8 | B      |
| Vodafone McLaren Mercedes | 23  | Heikki Kovalainen    | McLaren MP4-23    | Mercedes-Benz 2.4 V8 | B      |

Anmerkungen
1. ↑  McLaren-Mercedes fiel aufgrund einer Strafe infolge der Spionage-Affäre automatisch auf die letzte Position in der Teamrangliste

## Klassifikationen

### Qualifying
| Pos. | Fahrer               | Konstrukteur        | Q1       | Q2       | Q3         | Start |
| ---- | -------------------- | ------------------- | -------- | -------- | ---------- | ----- |
| 01   | Heikki Kovalainen    | McLaren-Mercedes    | 1:19,957 | 1:19,597 | 1:21,049   | 01    |
| 02   | Mark Webber          | Red Bull-Renault    | 1:20,982 | 1:19,710 | 1:21,554   | 02    |
| 03   | Kimi Räikkönen       | Ferrari             | 1:20,370 | 1:19,971 | 1:21,706   | 03    |
| 04   | Lewis Hamilton       | McLaren-Mercedes    | 1:20,288 | 1:19,537 | 1:21,835   | 04    |
| 05   | Nick Heidfeld        | BMW Sauber          | 1:21,022 | 1:19,802 | 1:21,873   | 05    |
| 06   | Fernando Alonso      | Renault             | 1:20,998 | 1:19,992 | 1:22,029   | 06    |
| 07   | Nelson Piquet jr.    | Renault             | 1:20,818 | 1:20,115 | 1:22,491   | 07    |
| 08   | Sebastian Vettel     | Toro Rosso-Ferrari  | 1:20,318 | 1:20,109 | 1:23,251   | 08    |
| 09   | Felipe Massa         | Ferrari             | 1:20,676 | 1:20,086 | 1:23,305   | 09    |
| 10   | Robert Kubica        | BMW Sauber          | 1:20,444 | 1:19,788 | keine Zeit | 10    |
| 11   | David Coulthard      | Red Bull-Renault    | 1:21,224 | 1:20,174 | ‒          | 11    |
| 12   | Timo Glock           | Toyota              | 1:20,893 | 1:20,274 | ‒          | 12    |
| 13   | Sébastien Bourdais   | Toro Rosso-Ferrari  | 1:20,584 | 1:20,531 | ‒          | 13    |
| 14   | Jarno Trulli         | Toyota              | 1:21,145 | 1:20,601 | ‒          | 14    |
| 15   | Kazuki Nakajima      | Williams-Toyota     | 1:21,407 | 1:21,112 | ‒          | 15    |
| 16   | Rubens Barrichello   | Honda               | 1:21,512 | ‒        | ‒          | 16    |
| 17   | Jenson Button        | Honda               | 1:21,631 | ‒        | ‒          | 17    |
| 18   | Nico Rosberg         | Williams-Toyota     | 1:21,668 | ‒        | ‒          | 20    |
| 19   | Adrian Sutil         | Force India-Ferrari | 1:21,786 | ‒        | ‒          | 18    |
| 20   | Giancarlo Fisichella | Force India-Ferrari | 1:21,885 | ‒        | ‒          | 19    |

Anmerkungen
1. ↑  Rosberg erhielt eine Startplatzstrafe, da an seinem Wagen Teile getauscht wurden, als er unter Parc-fermé-Bedingungen stand.

### Rennen
| Pos. | Fahrer               | Konstrukteur        | Runden | Stopps | Zeit        | Start | Schnellste Runde |
| ---- | -------------------- | ------------------- | ------ | ------ | ----------- | ----- | ---------------- |
| 01   | Lewis Hamilton       | McLaren-Mercedes    | 60     | 3      | 1:39:09,440 | 04    | 1:32,817 (16.)   |
| 02   | Nick Heidfeld        | BMW Sauber          | 60     | 3      | + 1:08,577  | 05    | 1:32,719 (21.)   |
| 03   | Rubens Barrichello   | Honda               | 60     | 3      | + 1:22,273  | 16    | 1:33,386 (21.)   |
| 04   | Kimi Räikkönen       | Ferrari             | 59     | 2      | + 1 Runde   | 03    | 1:32,150 (18.)   |
| 05   | Heikki Kovalainen    | McLaren-Mercedes    | 59     | 2      | + 1 Runde   | 01    | 1:33,130 (17.)   |
| 06   | Fernando Alonso      | Renault             | 59     | 2      | + 1 Runde   | 06    | 1:33,133 (17.)   |
| 07   | Jarno Trulli         | Toyota              | 59     | 2      | + 1 Runde   | 14    | 1:33,808 (22.)   |
| 08   | Kazuki Nakajima      | Williams-Toyota     | 59     | 2      | + 1 Runde   | 15    | 1:34,277 (21.)   |
| 09   | Nico Rosberg         | Williams-Toyota     | 59     | 2      | + 1 Runde   | 20    | 1:34,797 (21.)   |
| 10   | Mark Webber          | Red Bull-Renault    | 59     | 2      | + 1 Runde   | 02    | 1:32,952 (17.)   |
| 11   | Sébastien Bourdais   | Toro Rosso-Ferrari  | 59     | 2      | + 1 Runde   | 13    | 1:33,367 (21.)   |
| 12   | Timo Glock           | Toyota              | 59     | 2      | + 1 Runde   | 12    | 1:34,610 (19.)   |
| 13   | Felipe Massa         | Ferrari             | 58     | 2      | + 2 Runden  | 09    | 1:33,257 (19.)   |
| ‒    | Robert Kubica        | BMW Sauber          | 39     | 2      | DNF         | 10    | 1:33,386 (22.)   |
| ‒    | Jenson Button        | Honda               | 38     | 2      | DNF         | 17    | 1:33,376 (21.)   |
| ‒    | Nelson Piquet jr.    | Renault             | 35     | 2      | DNF         | 07    | 1:33,203 (21.)   |
| ‒    | Giancarlo Fisichella | Force India-Ferrari | 26     | 1      | DNF         | 19    | 1:34,930 (21.)   |
| ‒    | Adrian Sutil         | Force India-Ferrari | 10     | 0      | DNF         | 18    | 1:38,160 (05.)   |
| ‒    | David Coulthard      | Red Bull-Renault    | 0      | 0      | DNF         | 11    | ‒                |
| ‒    | Sebastian Vettel     | Toro Rosso-Ferrari  | 0      | 0      | DNF         | 08    | ‒                |

## WM-Stände nach dem Rennen
Die ersten acht des Rennens bekamen 10, 8, 6, 5, 4, 3, 2 bzw. 1 Punkt(e).

### Fahrerwertung
| Pos. | Fahrer             | Konstrukteur     | Punkte |
| ---- | ------------------ | ---------------- | ------ |
| 01   | Lewis Hamilton     | McLaren-Mercedes | 48     |
| 02   | Felipe Massa       | Ferrari          | 48     |
| 03   | Kimi Räikkönen     | Ferrari          | 48     |
| 04   | Robert Kubica      | BMW Sauber       | 46     |
| 05   | Nick Heidfeld      | BMW Sauber       | 36     |
| 06   | Heikki Kovalainen  | McLaren-Mercedes | 24     |
| 07   | Jarno Trulli       | Toyota           | 20     |
| 08   | Mark Webber        | Red Bull-Renault | 18     |
| 09   | Fernando Alonso    | Renault          | 13     |
| 10   | Rubens Barrichello | Honda            | 11     |
| 11   | Nico Rosberg       | Williams-Toyota  | 8      |

| Pos. | Fahrer               | Konstrukteur        | Punkte |
| ---- | -------------------- | ------------------- | ------ |
| 12   | Kazuki Nakajima      | Williams-Toyota     | 8      |
| 13   | David Coulthard      | Red Bull-Renault    | 6      |
| 14   | Timo Glock           | Toyota              | 5      |
| 15   | Sebastian Vettel     | Toro Rosso-Ferrari  | 5      |
| 16   | Jenson Button        | Honda               | 3      |
| 17   | Sébastien Bourdais   | Toro Rosso-Ferrari  | 2      |
| 18   | Nelson Piquet jr.    | Renault             | 2      |
| 19   | Giancarlo Fisichella | Force India-Ferrari | 0      |
| 20   | Takuma Satō          | Super Aguri-Honda   | 0      |
| 21   | Anthony Davidson     | Super Aguri-Honda   | 0      |
| 22   | Adrian Sutil         | Force India-Ferrari | 0      |

### Konstrukteurswertung
| Pos. | Konstrukteur     | Punkte |
| ---- | ---------------- | ------ |
| 01   | Ferrari          | 96     |
| 02   | BMW Sauber       | 82     |
| 03   | McLaren-Mercedes | 72     |
| 04   | Toyota           | 25     |
| 05   | Red Bull-Renault | 24     |
| 06   | Williams-Toyota  | 16     |

| Pos. | Konstrukteur        | Punkte |
| ---- | ------------------- | ------ |
| 07   | Renault             | 15     |
| 08   | Honda               | 14     |
| 09   | Toro Rosso-Ferrari  | 7      |
| 10   | Force India-Ferrari | 0      |
| 11   | Super Aguri-Honda   | 0      |